# Попов, Алексей Тихонович (колхозник)
Алексей Тихонович Попов (17 июля 1930 — 5 ноября 2013) — передовик советского сельского хозяйства, бригадир колхоза имени Свердлова Хохольского района Воронежской области, Герой Социалистического Труда (1966).

## Биография
Родился 17 июля 1930 года в селе Верхненикольское, ныне Хохольского района Воронежской области в русской крестьянской семье. Трудовую деятельность начал в 1944 году во время Великой Отечественной войны, стал работать прицепщиком в колхозе имени Я. М. Свердлова Хохольского района Воронежской области, позже перешёл работать на трактор в полеводческую бригаду. В 1952 году призван на службу в Красную Армию.
Демобилизовавшись в 1955 году вернулся работать в сельское хозяйство. Был назначен и до 1972 года работал бригадиром колхоза.
Всегда отличался высокой исполнительностью, добивался вместе с бригадой высоких производственных результатов.
Указом Президиума Верховного Совета СССР от 23 июня 1966 года за успехи достигнутые в увеличении производства и заготовок пшеницы, ржи, гречихи, риса и других зерновых и кормовых культур и высокопроизводительном использовании техники Алексею Тихоновичу Попову присвоено звание Героя Социалистического Труда с вручением ордена Ленина и золотой медали «Серп и Молот».
С 1972 по 1980 годы работал в должности бригадира, механизатора колхоза «Восход» Хохольского района Воронежской области.
Проживал в родном селе Верхненикольское. Умер 5 ноября 2013 года. Похоронен на сельском кладбище.

## Награды
За трудовые успехи удостоен:
- золотая звезда «Серп и Молот» (23.06.1966)
- орден Ленина (23.06.1966)
- другие медали.